# Nikołajewsk (obwód wołgogradzki)
Nikołajewsk (ros. Николаевск) – miasto w południowo-zachodniej Rosji, w obwodzie wołgogradzkim, położone nad Wołgą, ok. 105 km na zachód od granicy kazachsko-rosyjskiej. W 2010 roku miasto liczyło 14 375 mieszkańców.